# Agontano

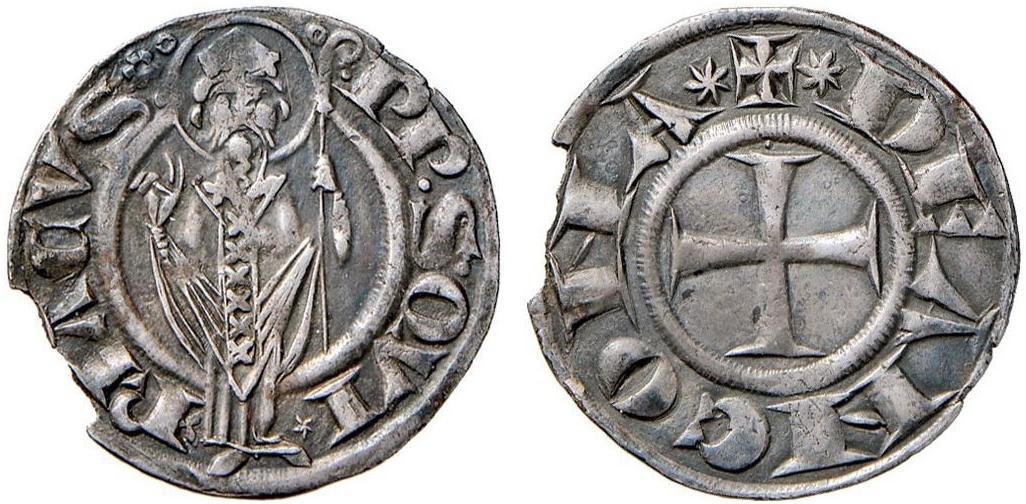

El Agontano fue la moneda utilizada por la República Marítima Italiana de Ancona desde el siglo XII hasta el siglo XVI durante su edad de oro. Era una gran moneda de plata de 18-22 mm de diámetro y un peso de 2.04-2.42 gramos, de valor aproximadamente equivalente al Soldo milanés.

## Origen
Los primeros informes de la acuñación medieval de Ancona comienzan en el siglo XII cuando la independencia de la ciudad creció y comenzó a acuñar monedas sin supervisión imperial o papal. Según algunas tradiciones, la ciudad comenzó a acuñar moneda por concesión del Imperio bizantino, tras la fidelidad demostrada durante el asedio de 1173, lo que también llevó a la ciudad a adquirir su bandera de la cruz de oro en un campo rojo. Esta historia puede ser dudosa ya que los registros de la misma son tardíos y no están respaldados por fuentes contemporáneas.
La moneda, también llamada "Grosso Agontano", tuvo un gran éxito y su tipo fue imitado en otras ciudades de las Marcas y también en Emilia-Romaña, Toscana, Lacio y Abruzos. Por ejemplo, monedas de Massa Marittima, Ravena, Rímini, Volterra, Pésaro y Ferrara muestran una marcada influencia de Ancona.

## Oro Agontano
Más tarde y de forma menos famosa, Ancona comenzó a acuñar una moneda de oro de Agnoto, también conocida como el Ducado de Ancona. Ejemplares de esta moneda han sobrevivido desde los siglos XV y XVI, hasta la pérdida de la independencia de las ciudades en 1532.

## Aspecto
En el anverso el Agontano muestra una cruz encerrada por un círculo alrededor del cual está la inscripción "DE ANCONA". En el reverso está representado San Cirio, protector de la ciudad, vestido como obispo griego. Alrededor de esto está la inscripción "P.P.S. QUIRIACUS". La cabeza del santo, con la aureola, interrumpe el círculo que encierra el resto del cuerpo.